# Гірські хвойні ліси Хеланьшаню
Гірські хвойні ліси Хеланьшаню (ідентифікатор WWF: PA0508) — палеарктичний екорегіон хвойних лісів помірної зони, розташований на півночі Центрального Китаю. 

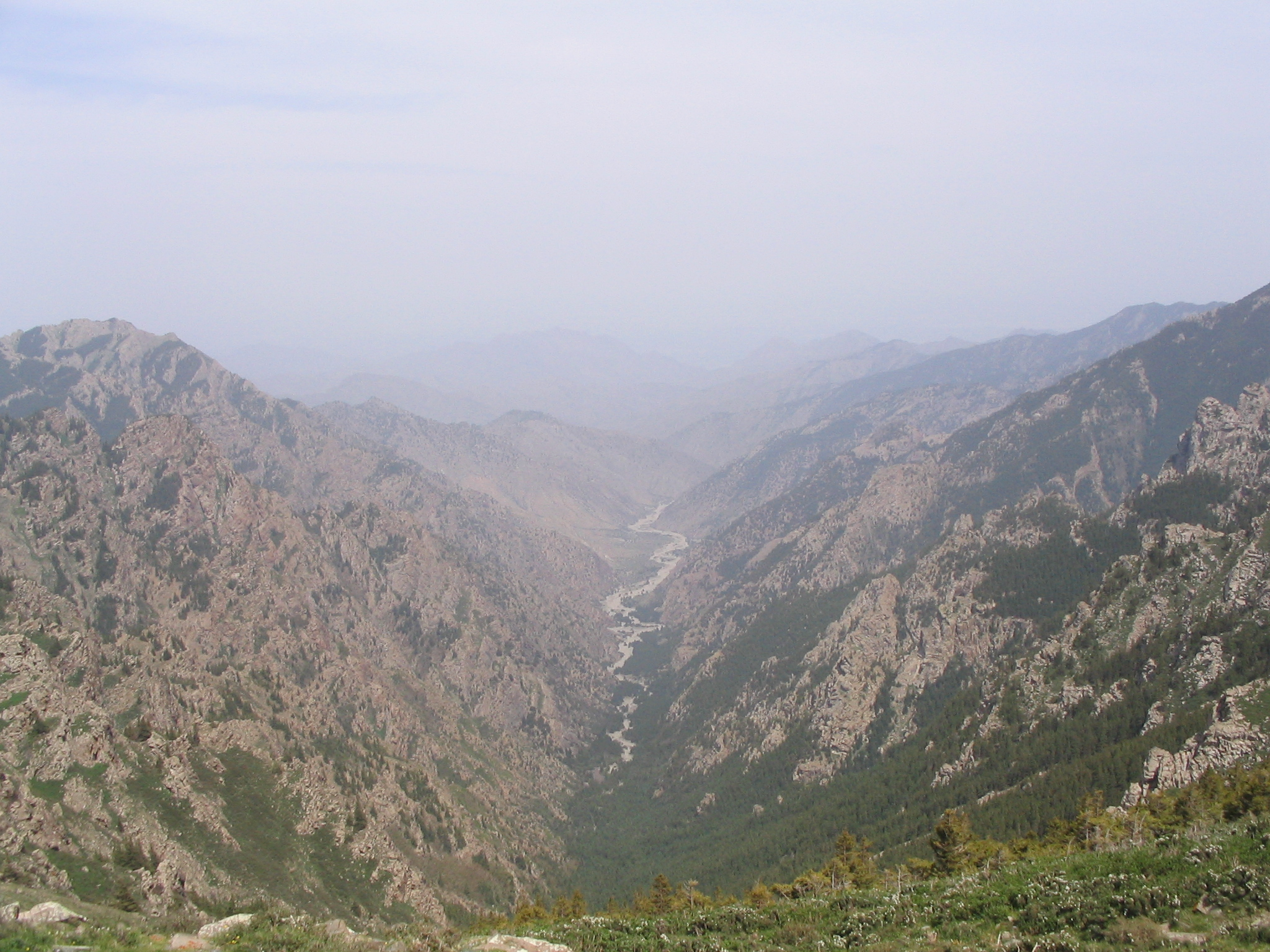
Долина в горах Хеланьшаню

## Географія
Екорегіон гірських хвойних лісів Хеланьшаню охоплює ізьольований гірський масив Хеланьшань, розташований на кордоні аймаку Алашань у Внутрішній Монголії та Нінся-Хуейського автономного району в Китаї. Він простягається приблизно на 270 км з північного сходу на південний захід та на 100 км із заходу на схід, а його найвища вершина розташована на висоті 3556 м над рівнем моря. Основу гір Хеланьшаню складають гнейси, сланці та вапняки. На захід від цих гір лежить піщана пустеля Тенгер, яка є частиною екорегіону напівпустелі Алашанського плато. Біля підніжжя східних схилів Хеланьшаню розташована рівнина Їньчуань, сформована алювіальними відкладами річки Хуанхе, де розташовані міста Їньчуань, Шицзуйшань та Учжун, а далі на схід лежить пустеля Му-Ус, яка є частиною Ордоської пустелі.

## Клімат
В передгір'ях Хеланьшаню переважає холодний пустельний клімат (BWk за класифікацією кліматів Кеппена), а в горах — напівпустельний клімат (BSk за класифікацією Кеппена). Зі збільшенням висоти в горах збільшується середньорічна кількість опадів.

## Флора
На висоті понад 2000 м над рівнем моря на північних схилах гір поширені хвойні ліси, де домінують цинхайські ялини (Picea crassifolia) та драконові ялини (Picea asperata). В підліску цих лісів зустрічаються деякі широколистяні листопадні дерева, зокрема берези (Betula spp.) і тополі (Populus spp.), та кущі, зокрема перистолистий бузок (Syringa pinnatifolia). Ялинові ліси активно вирубувалися наприкінці XX століття, однак наразі вони перебувають під охороною. На південних схилах Хеланьшаню переважають гірські луки.
В напівпустельних долинах Хеланьшаню на піщаних берегах сезонних водних потоків ростуть чагарникові зарості низького в'язу (Ulmus pumila). Також в долинах регіону зустрічаються насадження китайської червоної сосни (Pinus tabuliformis), пристосованої до теплих і посушливих літніх умов. На відкритих схилах передгір'їв поширені ксерофітні чагарники жовтуватої шипшини (Rosa xanthina), ганьсуйського в'язу (Ulmus glaucescens), ліщинограбу Давида (Ulmus glaucescens), горобинолистого жовторогу (Xanthoceras sorbifolium), твердого яловця (Juniperus rigida) та різних видів карагани (Caragana spp.). В пустелях, поширених біля підніжжя Хеланьшаню, зустрічається монгольський аммопіптант (Ammopiptanthus mongolicus). Цей вічнозелений широколистяний чагарник, що росте в холодних пустелях на північному заході Китаю, є реліктом більш теплих кліматичних періодів і відіграє важливу роль у стабілізації пісків пустелі.
Наразі пустельні плато, що лежать на схід і захід від Хеланьшаню, за винятком вузької смуги в долині Хуанхе, є занадто сухими, щоб підтримувати лісову рослинність. Однак дивовижна флористична подібність між гірськими лісами Хеланьшаню і низькогірними лісами, поширеними набагато далі на півночі в Монголії, свідчить про те, що межа, вище якої в горах починають зустрічатися ліси, була принаймні на 1000 м нижчою під час останнього льодовикового періоду. Там, де в наші дні поширені пустелі, в плейстоцені росли ялинові ліси, а гори Хеланьшаню на висоті понад 3000 м над рівнем моря були вкриті льодовиком. Голоценове потепління призвело до того, що гори Хеланьшаню перетворилися на порослий лісом "небесний острів", оточений пустелею.
Загалом в екорегіоні зустрічається близько 788 видів рослин, 54 з яких є регіональними ендеміками. Найбільше флористичне різноманіття спостерігається на висоті від 1700 до 2000 м над рівнем моря. Дослідження показали, що ендемічні види рослин, що зустрічаються на низьких висотах, утворилися раніше та походять від пустельних предків, тоді як високогірні ендеміки набули генетичної відмінності від інших видів відносно нещодавно.

## Фауна
Серед поширених в екорегіоні ссавців слід відзначити архара (Ovis ammon), блакитного нахура або бхарала (Pseudois nayaur), алашанського вапіті (Cervus canadensis alashanicus), вовка (Canis lupus), євразійську рись (Lynx lynx), манула (Otocolobus manul) та снігового барса (Panthera uncia). Ендеміком екорегіону є рідкісна алашанська пискуха (Ochotona argentata), яка перебуває під загрозою зникнення.
Серед поширених в екорегіоні птахів слід відзначити сизого фазана-вуханя (Crossoptilon auritum), кремовогорлого кеклика (Alectoris chukar), чорного лелеку (Ciconia nigra), чубатого сікорчика (Leptopoecile elegans), монгольську чагарницю (Pterorhinus davidi), альпійську тинівку (Prunella collaris), чагарникову чечевицю (Carpodacus davidianus) та монгольського снігаря (Bucanetes mongolicus). Серед хижих птахів, що зустрічаються в регіоні, слід відзначити чорного шуліку (Milvus migrans), степового орла (Aquila nipalensis), балабана (Falco cherrug), орлана-довгохвоста (Haliaeetus leucoryphus), ягнятника (Gypaetus barbatus) та чорного грифа (Aegypius monachus).

## Збереження
Оцінка 2017 року показала, що 7615 км², або 31 % екорегіону, є заповідними територіями. Основною природоохоронною територією екорегіону є Хеланшанський природний заповідник.